# Диминуэндо

Нотное обозначение

Диминуэ́ндо (итал. diminuendo; также decrescendo декреще́ндо) — музыкальный термин, обозначающий постепенное уменьшение силы звука. В нотах обозначается знаком «>», или сокращённо dim. Если диминуэндо нужно производить на большом пространстве, то продолжение его действия обозначается точками. Обратное диминуэндо — крещендо. Знак диминуэндо не следует путать с очень похожим обозначением динамического акцента, который пишется сверху одной ноты.
До середины XVIII века в музыке господствовала динамика форте и пиано, специальные знаки для обозначения которых были введены в XVI веке, которыми предположительно и определялись переход от пиано к форте (крещендо) и обратно (диминуэндо). Развитие скрипичной музыки в конце XVII — начале XVIII веков, в которой стали активнее использоваться крещендо и диминуэндо, потребовало создание особых знаков для их обозначения. С середины XVIII века композиторы стали прибегать к словесному обозначению крещендо и диминуэндо, хотя обозначения, похожие на современные, встречаются уже в произведениях Франческо Джеминиани (1739) и Франческо Марии Верачини (1744). Многие использовавшиеся до конца XVIII — начала XIX веков музыкальные инструменты (например, клавесин и клавикорд) не обладали техническими возможностями постепенного изменения силы звука, а орган получил такую способность только в XIX веке. Эта проблема была решена созданием фортепьяно. 

## Примечания

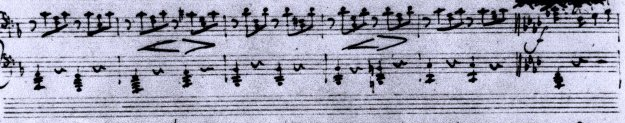
Обозначения крещендо и диминуэндо в оригинале Фантазии фа-минор для фортепиано в четыре руки Франца Шуберта